# Hexatoma (Eriocera) melina
Hexatoma (Eriocera) melina is een tweevleugelige uit de familie steltmuggen (Limoniidae). De soort komt voor in het Neotropisch gebied.